# Pristimera plumbea
Pristimera plumbea är en benvedsväxtart som först beskrevs av Blakel. och Wilczek, och fick sitt nu gällande namn av N. Hallé. Pristimera plumbea ingår i släktet Pristimera och familjen Celastraceae. Inga underarter finns listade.